# BMT Myrtle Avenue Line

La M assure une desserte locale sur l'ensemble du tracé.

La BMT Myrtle Avenue Line, aussi connue sous le nom de  Myrtle Avenue Elevated est une ligne (au sens de tronçon du réseau) principalement aérienne du métro de New York, mais qui comprend une section au niveau des rues à proximité de Metropolitan Avene. Elle est issue de l'ancien réseau de la Brooklyn-Manhattan Transit Corporation (BMT) et dessert les arrondissements du Queens et de Brooklyn. Rattachée à la Division B, son tracé suit Myrtle Avenue et s'étend de la station Central Avenue (où elle fusionne avec la BMT Jamaica Line) en direction du nord-est pour rejoindre la station de Middle Village – Metropolitan Avenue. La ligne est desservie par le service M en omnibus sur l'intégralité de son tracé.

## Histoire
La ligne actuelle correspond au dernier tronçon de l'une des premières lignes de chemin de fer aériennes de Brooklyn. Jusqu'en 1969, la ligne se prolongeait à l'ouest vers Downtown Brooklyn, et jusqu'en 1944, jusqu'au terminus de Park Row à Manhattan, en passant notamment sur le Brooklyn Bridge. Le premier tronçon de la ligne fut inauguré le 19 décembre 1889, et la ligne, achevée en 1915 compte 7 stations.